# Miloš Zábranský
Miloš Zábranský (* 19. září 1952 Benešov) je český režisér a scenárista. Absolvoval Střední průmyslovou školu strojnickou ve Vlašimi, později pracoval v ČKD Lokomotivka Praha jako dělník.
V roce 1977 se na druhý pokus dostal na katedru režie na FAMU, kde absolvoval roku 1982.
Kromě filmové tvorby se věnoval pedagogické i publikační činnosti, jako aktivní sportovec se zúčastnil několika expedic i výzkumných výprav. Natáčel pro mezinárodní organizaci UNICEF a zastupoval Společnost pro vědy a umění.
Člen Rady Státního fondu pro podporu a rozvoj české kinematografie od 5. 3. 2003 do 1. 4. 2005.

## Politická angažovanost
Ve volbách do Senátu PČR v roce 2022 kandidoval jako nestraník za SPD v senátním obvodu č. 13 – Tábor. Se ziskem 5,35 % hlasů se umístil na 6. místě a do druhého kola voleb nepostoupil.

## Filmová tvorba

#### Studentské filmy na FAMU
Film Pavilón Z (1978).
Film Horečka všedního dne (1980), pokus o domácí reakci na tehdejší vlnu "diskofilmů" (parafráze Horečky sobotní noci), byl nominován v soutěži Student Academy Awards, pořádané americkou Akademií filmového umění a věd pro nejlepší studentské filmové počiny.

#### Celovečerní filmy
Jako absolventský film natáčí moralitu Poslední mejdan (1982) a následně policejní drama Tísňové volání (1985).

#### "Náboženská trilogie"
Psychologické drama Dům pro dva (1988) bylo původně zamýšleno jako koprodukce s Bulharskem. Po změnách scenáristy, dramaturga, autora hudby i názvu bylo ve FSB nakonec rozhodnuto, že film bude režírovat Zábranský. Ten jej přepracoval a doplnil zásadní náboženské motivy, ačkoli primárně pouze vizuální. Kvůli tomu měl projekt problémy při schvalování. Na jednu stranu sice pomáhal Zábranského "dělnický původ", na druhou stranu náboženské motivy zásadně vadily.
Na Dům pro dva navazuje filmové sci-fi podobenství Masseba (1989) a trilogii uzavírající Stavení (1990). Zatímco Dům pro dva končí bezvýchodností, Masseba končí nadějí a Stavení řešením, tedy nalezení křesťanské víry..

#### 1990–2000
Film Čechy krásné, Čechy mé (1998) Jan Bernard v knize Filmaři disentu hodnotí jej jako „perfektní uměleckou práci v úvaze nad českou povahou.
Televizní kriminální drama Svědomí Denisy Klánové (2009) podle scénáře Josefa Klímy
Romantická komedie Vánoční hvězda (2012)

## Filmografie, výběr

### Režisér

#### Celovečerní filmy
- 1984 Poslední mejdan
- 1985 Tísňové volání
- 1986 Každý má svůj den
- 1987 Dům pro dva
- 1989 Masseba
- 1990 Stavení
- 2009 Svědomí Denisy Klánové
- 2012 Vánoční hvězda

#### Krátkometrážní filmy
- 1979 Pavilón Z
- 1980 Horečka všedního dne
- 1998 Čechy krásné, Čechy mé

#### Seriály
- 2007 Trapasy Zásah (S01E15), Zuby od partyzána (S01E14), Modrá chryzantéma (S01E13)
- 2008 Trapasy Hotel Pohoda (S02E12), Nejlepší přítel (S02E11), Harašení (S02E10)
- 2010 3 plus 1 s Miroslavem Donutilem Ženich (S07E03), Štika (S07E02), Rybníček (S07E01)

#### Dokumenty
- 1996 Devět presidentů Miloše Zábranského
- 1997 Oživlý obraz Gustava Courbeta Malířův ateliér'
- 1999 Osud jednoho Zbabělce
- 2000 Příběhy slavných Občan Karel Kryl
- 2004 Pražská mše
- 2007 Zóna
- 2011 Příběhy slavných Já nic, já muzikant
- 2013 Příběhy slavných Americký sen po česku
- 2013 Neobyčejné životy Pavel Trávníček

#### Pořady
- 2002 Putování za písničkou
- 2008 Neobyčejné životy

### Další televizní tvorba
- Miloš Zábranský (1977), scénář/režie, FAMU
- Talenti pod Blaníkem (1978), scénář/režie, FAMU
- Kaskadéři (1985), scénář/režie, ČR film
- Seance (1994), scénář/režie/výroba, TV NOVA
- To nevymyslíš (2005), režie/výroba, TV NOVA
- Já nic, já muzikant (2011), scénář/režie/výroba, Česká televize
- Pavel Trávníček (2012), scénář/režie/výroba, Česká televize
- Chrám v nás (2013), scénář/režie/výroba, Česká televize
- Americký sen po česku (2013), scénář/režie/výroba, Česká televize

#### Koprodukce s Českou televizí
- Setkání světů (2000), scénář/režie
- Pražská mše (2001), scénář/režie
- Chanuka (2003), scénář/režie

#### Koprodukce s CET 21/TV NOVA
- Na vlastní oči (2005–2006), scénář/režie, UNICEF

#### Reklamy a charita
- Coco Pops (1990), reklamní spot Fontana, Australie
- A co tvůj příběh (2009), reklamní spot pro kino a TV
- Stop násilí na dětech (2011), reklamní spot pro TV

#### Samostatný producent, režisér, scenárista
- Hallo World (1992), scénář/režie
- Cyndy (1995), scénář, film dosud nerealizovaný
- Prolínání vědomí v čase (1998), scénář/režie
- 72 hodin Nonstop Ferlinghetti (1998), scénář/režie
- Kam až zasáhla tsunami (2005), scénář/režie
- Zóna (2007), scénář/režie/podpora/, Státní fond kinematografie
- Symboly a tradice (2007), scénář/režie
- Cesta do ztracena (2008), scénář/režie
- Manang (2011), scénář/režie
- Kabaretiér (2014), scénář, film dosud nerealizovaný
- Karel Kryl – vemte to za mě (2014), scénář/režie

## Povídky
- Stopy blesku – česká povídka 90. let, vydala Vera 1996
- Lásky a nelásky – 61 současných českých spisovatelů, vydala Vera 1998